# Marathon van Madrid 2004
De marathon van Madrid 2004 (ook wel Madrid Popular) werd gelopen op zondag 25 april 2004. Het was de 27e editie van deze marathon.
Bij de mannen ging de overwinning naar de Keniaan Joseph Kahugu in 2:15.14. Hij bleef de Marokkaan My Tahar Echchadli ruim drie minuten voor. Bij de vrouwen was de Keniaanse Florence Barsosio het snelst. Zij won in 2:34.10. Met deze prestatie verbeterde ze het parcoursrecord.
In totaal finishten er 8009 marathonlopers.

## Uitslagen

### Mannen
| rang   | naam               | land | tijd    |
| ------ | ------------------ | ---- | ------- |
| Goud   | Joseph Kahugu      | KEN  | 2:15.14 |
| Zilver | My Tahar Echchadli | MAR  | 2:18.41 |
| Brons  | Elias Chebet       | KEN  | 2:20.12 |
| 4      | Isaac Macharia     | KEN  | 2:20.30 |
| 5      | John Murto         | TAN  | 2:21.57 |
| 10     | Manuel Anta        | ESP  | 2:29.39 |

### Vrouwen
| rang | naam              | land | tijd    |
| ---- | ----------------- | ---- | ------- |
| Goud | Florence Barsosio | KEN  | 2:34.10 |

1978 ·
1979 ·
1980 ·
1981 ·
1982 ·
1983 ·
1984 ·
1985 ·
1986 ·
1987 ·
1988 ·
1989 ·
1990 ·
1991 ·
1992 ·
1993 ·
1994 ·
1995 ·
1996 ·
1997 ·
1998 ·
1999 ·
2000 ·
2001 ·
2002 ·
2003 ·
2004 ·
2005 ·
2006 ·
2007 ·
2008 ·
2009 ·
2010 ·
2011 ·
2012 ·
2013 ·
2014 ·
2015 ·
2016 ·
2017